# Otto Friedrich Bassermann

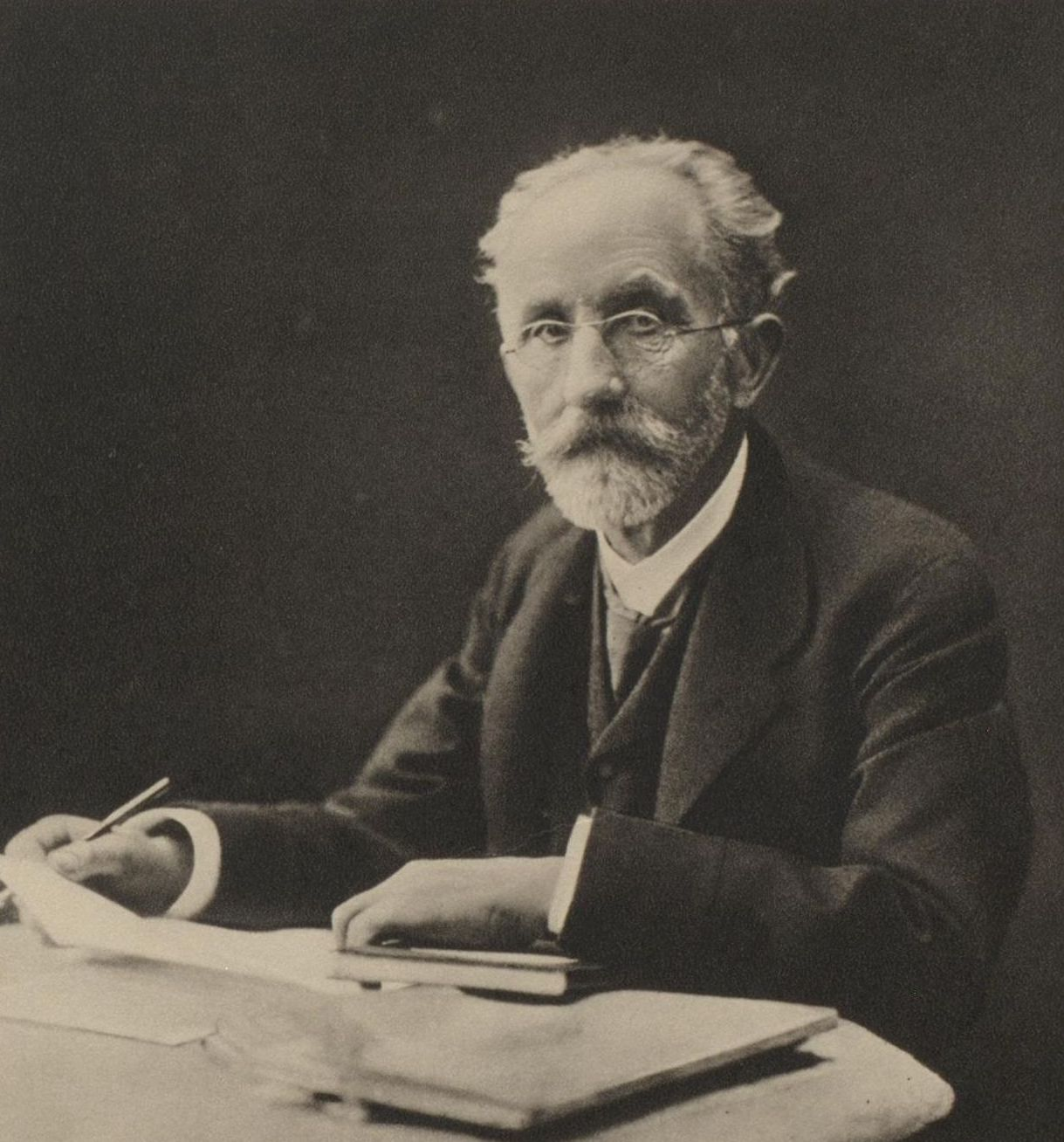
Otto Friedrich Bassermann

Otto Friedrich Bassermann (* 12. März 1839 in Mannheim; † 31. Januar 1916), häufig auch nur Otto Bassermann genannt, war ein deutscher Verleger, der über mehrere Jahrzehnte den Bassermann Verlag leitete.
Otto Friedrich Bassermann war der Sohn von Friedrich Daniel Bassermann. Er ist heute vor allem als Herausgeber zahlreicher Bildergeschichten und Prosatexte des humoristischen Zeichners und Dichters Wilhelm Busch bekannt. Die Zusammenarbeit begann, nachdem Der heilige Antonius von Padua im Verlag Moritz Schauenburg im Jahre 1870 erschien und der Verleger Moritz Schauenburg deshalb von der Staatsanwaltschaft in Offenburg als Herausgeber verklagt wurde. Als Wilhelm Busch ihm mit der frommen Helene eine weitere antiklerikale Bildergeschichte anbot, lehnte Moritz Schauenburg ab, weil er weitere Klagen befürchtete. Das Werk, das sehr schnell auch in andere europäische Sprachen übersetzt wurde, wurde dann von Wilhelm Buschs langjährigem Freund Otto Friedrich Bassermann herausgegeben.

## Leben

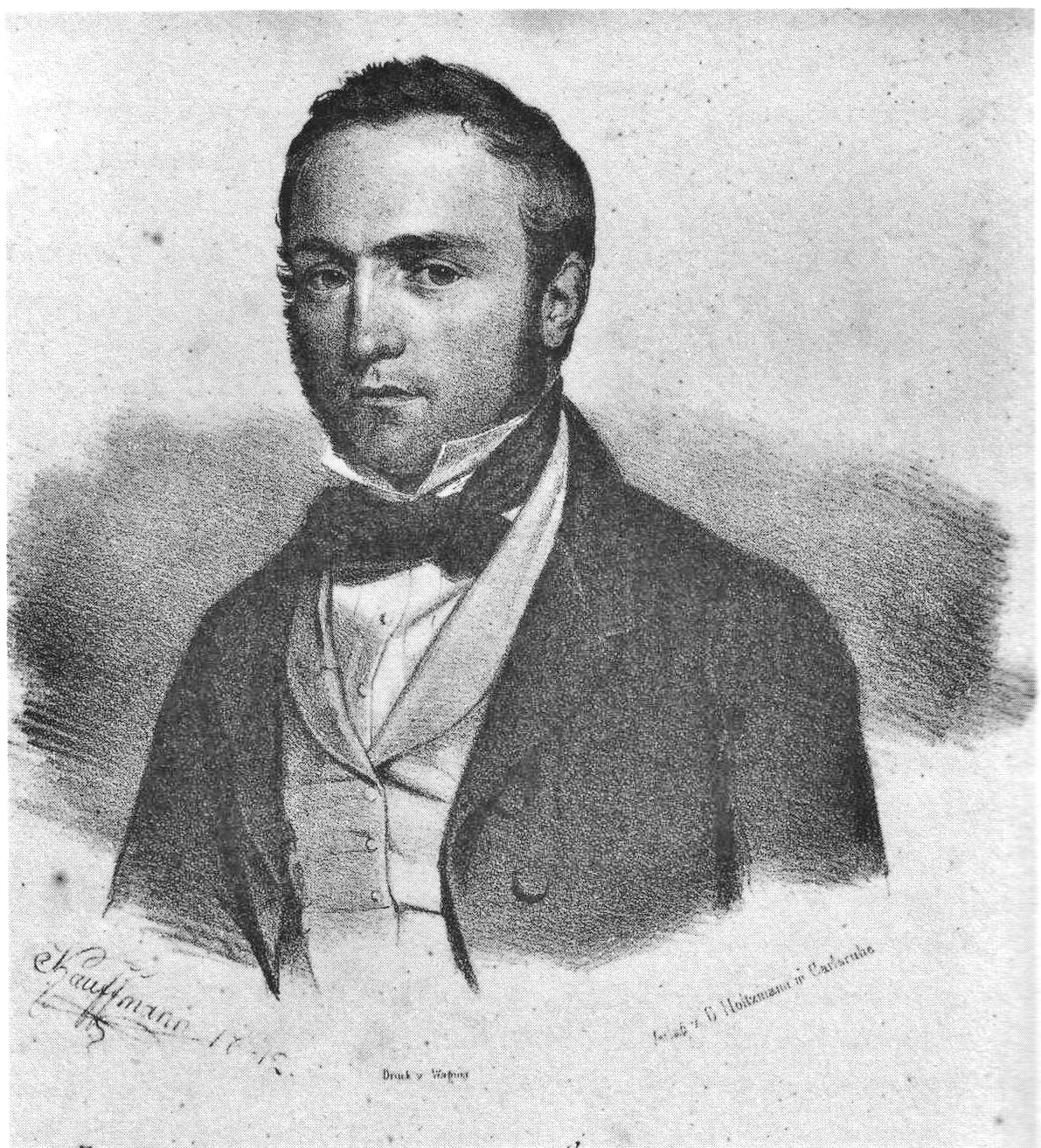
Vater Friedrich Daniel Bassermann in einer Lithografie aus dem Jahr 1842

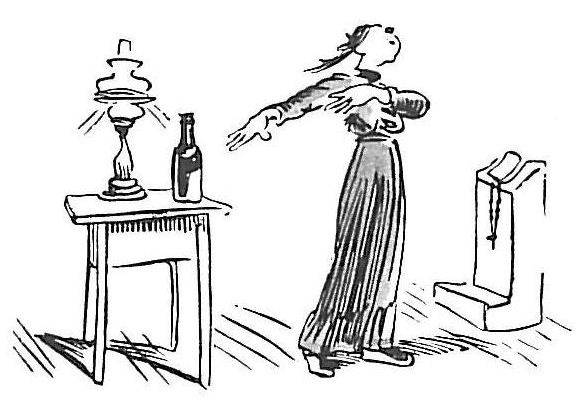
Einzelszene aus Die fromme Helene

Otto Friedrich Bassermann wurde 1839 in Mannheim geboren. Sein Vater war der bekannte Politiker und Unternehmer Friedrich Daniel Bassermann, der als liberales Mitglied in der Zweiten Kammer der Ständeversammlung des Großherzogtums Baden die Politik seiner Zeit mitgeprägt hatte, 1848 als Vertrauensmann seiner badischen Landsleute in der Frankfurter Nationalversammlung sich als brillanter Redner einen Namen machte, sich aber 1855 infolge einer psychischen Erkrankung erschoss. Mit sechzehn Jahren war Otto Friedrich Bassermann damit Halbwaise. Nach dem Selbstmord des Vaters wurde er von seiner Mutter und seinen Geschwistern getrennt und in München in eine Buchhändlerlehre gegeben. Er war sehr umfassend gebildet und besaß auch eine gut ausgebildete Stimme.
Wilhelm Busch und Bassermann lernten sich 1857 im Münchner Künstlerverein Jung-München kennen. Buschs Karriere als humoristischer Zeichner und Dichter hatte zu dem Zeitpunkt noch nicht begonnen. Er trieb sich zu dieser Zeit planlos in Lüthorst und München herum, sein Kunststudium hatte er weitgehend aufgegeben. Besonders prägend für die Freundschaft war der Sommer 1859, den Busch und Bassermann gemeinsam in Bayern verbrachten. Bassermann litt zu diesem Zeitpunkt an einer Augenkrankheit und der damals völlig mittellose Busch agierte als Vorleser und Sekretär für Bassermann. Der Briefwechsel zwischen Otto Friedrich Bassermann und Wilhelm Busch begann im Mai 1860, als Busch erste Aufträge für den Verleger Kaspar Braun ausführte, und erstreckte sich fast nahtlos bis zum Tode Bassermanns.
Im Februar 1869 heiratete Bassermann seine langjährige Braut Marie Nietzschke. Die Heirat führte dazu, dass Busch für fast zwei Jahre den Kontakt zu Bassermann, der sich mittlerweile mit dem ehemals väterlichen Verlag in Heidelberg niedergelassen hatte, mied. Zu den Werken, die seinerzeit im „Bassermann Verlag“ herausgegeben wurden, gehörten anspruchsvolle Werke wie eine mehrbändige Geschichte der neueren Philosophie, Handbücher für Ingenieure, Betrachtungen zur römischen Geschichte, Studien über vorislamische Dichtung sowie Anti-Kriegsliteratur.
Als Busch ihm 1872 die fromme Helene und seine Bilder zur Jobsiade anbot, griff Bassermann sofort zu. Allerdings war er auch wegen der frivolen Szenen in der frommen Helene besorgt, ähnlich wie Moritz Schauenburg Probleme mit der Justiz zu bekommen. Beide Bücher erwiesen sich als großer Erfolg. Nach dem Skandal um den Heiligen Antonius von Padua war die deutsche Leserschaft neugierig auf die Werke des Skandalautoren Wilhelm Busch, dessen Bücher zornige Kommentare von Priestern und Pädagogen auslösten. Die erste Auflage der Jobsiade war binnen vier Wochen ausverkauft. Vor dem Hintergrund des Kulturkampfes gab es einen großen Markt für anti-katholische Bücher und Bassermann regte Busch zu Pater Filucius an, der sich gegen den damals besonders stark umstrittenen Jesuitenorden richtet. Es gilt von den drei antiklerikalen Schriften Buschs allerdings als die schwächste und ist auch das einzige Werk, das Busch auf Anregung eines Verlegers erstellte. Bassermann selber war mit der Bildergeschichte nicht einverstanden. Im Börsenblatt vom 26. Oktober 1872 kündigt er es mit den halbherzigen Worten an: Busch behandelt in diesem neuen Werkchen die gegenwärtig die Tagespresse sehr in Anspruch nehmende Jesuitenfrage mit dem ihm eigenen Humor … Es ist ein kleines, anscheinend sehr harmloses Familienstück, in dessen komischen Szenen aber … die Repräsentanten aller streitenden Parteien in allegorischen Figuren auftreten…
Nach der Veröffentlichung von Balduin Bählamm, der verhinderte Dichter und Maler Klecksel, den beiden letzten Bildergeschichten im Werk Wilhelm Buschs, kam es zwischen Bassermann und Busch zu einer Krise. Dabei ging es vordergründig um Honorarfragen. Nach Ansicht der Busch-Biografin Eva Weissweiler ist Hintergrund des Konflikts zwischen den beiden Freunden eine wachsende Unzufriedenheit Bassermanns mit seinem Autor. Die Situation spitzte sich derart zu, dass Wilhelm Busch im September 1884 einen Rechtsanwalt einschaltete. Die verlegerische Zusammenarbeit ging jedoch weiter und Bassermann verlegte unter anderem auch Eduards Traum, ein Prosatext Buschs, über dessen literarischen Wert die Meinungen bis heute weit auseinandergehen. Bassermann brachte dieses Werk in nur sehr kleiner Auflage heraus. Schließlich trat Wilhelm Busch 1896 alle Rechte an seinen Werken an den Verlag ab. Dafür erhielt Busch eine Abfindung von 50.000 Goldmark.